# Egy nemzet születése (film, 2016)
Az Egy nemzet születése (eredeti cím: The Birth of a Nation) 2016-ban bemutatott amerikai–kanadai filmdráma, melynek forgatókönyvírója, filmrendezője, egyik producere és főszereplője Nate Parker. További fontosabb szerepekben Armie Hammer, Mark Boone Jr., Colman Domingo, Aunjanue Ellis, Dwight Henry, Aja Naomi King, Esther Scott, Roger Guenveur Smith, Gabrielle Union, Penelope Ann Miller és Jackie Earle Haley látható.
Az Amerikai Egyesült Államokban 2016. október 7-én mutatták be a mozikban a Fox Searchlight Pictures forgalmazásában.

## Cselekmény
A film az 1831-es Nat Turner-féle rabszolgafelkelésről szól. A szabad, fekete Nat Turner tiszteletes robbantotta ki, mert nem volt hajlandó tétlenül nézni embertársai szenvedését. Lázadást kíméletlenül leverik és megtorolják.

## Szereplők
| Szereplő                 | Színész              | Magyar hang      |
| ------------------------ | -------------------- | ---------------- |
| Nat Turner               | Nate Parker          | Horváth Illés    |
| Samuel Turner            | Armie Hammer         | Makranczi Zalán  |
| Walthall tiszteletes     | Mark Boone Junior    | Törköly Levente  |
| Hark                     | Colman Domingo       | Papucsek Vilmos  |
| Nancy                    | Aunjanue Ellis       | Bognár Gyöngyvér |
| Isaac Turner             | Dwight Henry         | Bognár Tamás     |
| Cherry Turner            | Aja Naomi King       | Lamboni Anna     |
| Bridget                  | Esther Scott         | Horváth Zsuzsa   |
| Isaiah                   | Roger Guenveur Smith | Zöld Csaba       |
| Elizabeth Turner         | Penelope Ann Miller  | Létay Dóra       |
| Raymond Cobb             | Jackie Earle Haley   | Rosta Sándor     |
| Nat Turner gyerekként    | Tony Espinosa        | Pál Dániel Máté  |
| Earl Fowler              | Jayson Warner Smith  | Sarádi Zsolt     |
| Joseph Randall           | Jason Stuart         | Beratin Gábor    |
| Will                     | Chiké Okonkwo        | Varga Rókus      |
| Catherine Turner         | Katie Garfield       | Csuha Bori       |
| Nelson                   | Chris Greene         | Gacsal Ádám      |
| Simon                    | Kelvin Harrison, Jr. | Czető Roland     |
| Jethro                   | Justin M. Smith      | Schneider Zoltán |
| Benjamin Turner          | Danny Vinson         | Jakab Csaba      |
| E.T. Brantley            | Tom Proctor          | Bácskai János    |
| Rabszolgakereskedő       | Hank Stone           | Imre István      |
| Samuel Turner gyerekként | Griffin Freeman      | Gerő Botond      |